# Empis apfellbecki
Empis apfellbecki är en tvåvingeart som beskrevs av Gabriel Strobl 1898. Empis apfellbecki ingår i släktet Empis och familjen dansflugor. Inga underarter finns listade i Catalogue of Life.